# Copa CECAFA de 2017
A Copa CECAFA de 2017 foi a 39ª edição da Copa CECAFA, disputada de 3 a 17 de dezembro em três cidades do Quênia. Organizado pelo Conselho das Associações de Futebol da África Oriental e Central (CECAFA), o torneio teve a participação de nove países. Ao fim da competição, os anfitriões conquistaram o heptacampeonato para a Seleção Queniana.

## Seleções participantes
A princípio, dez seleções participariam da Copa CECAFA de 2017. Entretanto, cerca de um mês antes da competição, o Zimbábue anunciou sua desistência da competição devido aos temores em relação à segurança dos atletas e da comissão técnica no país-sede, Quênia.
| Equipe       | Em 2015 | Ranking da FIFA1 |
| ------------ | ------- | ---------------- |
| Burundi      | 9º      | 138º             |
| Etiópia      | 3º      | 145º             |
| Líbia        | -       | 77º              |
| Quénia       | 8º      | 111º             |
| Ruanda       | 2º      | 120º             |
| Sudão do Sul | 6º      | 152º             |
| Tanzânia     | 5º      | 142º             |
| Uganda       | 1º      | 74º              |
| Zanzibar     | 10º     | -                |

1Novembro de 2017.

## Cidades-sede
| Cidade   | Estádio  | Capacidade |
| -------- | -------- | ---------- |
| Kakamega | Bukhungu | 5 000      |
| Kisumu   | Moi      | 5 000      |
| Machakos | Kenyatta | 5 000      |

## Primeira fase
|  | Equipes classificadas às semifinais |
|  | Equipes eliminadas                  |

### Grupo A
| Pos | Equipe   | PG | J | V | E | D | GP | GC | SG |
| --- | -------- | -- | - | - | - | - | -- | -- | -- |
| 1   | Quénia   | 8  | 4 | 2 | 2 | 0 | 3  | 0  | +3 |
| 2   | Zanzibar | 7  | 4 | 2 | 1 | 1 | 5  | 3  | +2 |
| 3   | Líbia    | 6  | 4 | 1 | 3 | 0 | 1  | 0  | +1 |
| 4   | Ruanda   | 4  | 4 | 1 | 1 | 2 | 3  | 6  | –3 |
| 5   | Tanzânia | 1  | 4 | 0 | 1 | 3 | 2  | 5  | –3 |

| 3 de dezembro | Quénia                | 2 – 0 | Ruanda | Estádio Bukhungu, Kakamega |
| 14:00 (UTC+3) | Juma 25' · Otieno 37' |       |        |                            |

| 3 de dezembro | Líbia | 0 – 0 | Tanzânia | Estádio Kenyatta, Machakos |
| 16:00 (UTC+3) |       |       |          |                            |

| 5 de dezembro | Zanzibar                          | 3 – 1 | Ruanda         | Estádio Kenyatta, Machakos |
| 14:00 (UTC+3) | Yahya 35' · Issa 54' · Khamis 86' |       | Hakizimana 47' |                            |

| 5 de dezembro | Quénia | 0 – 0 | Líbia | Estádio Kenyatta, Machakos |
| 16:00 (UTC+3) |        |       |       |                            |

| 7 de dezembro | Tanzânia | 1 – 2 | Zanzibar                | Estádio Kenyatta, Machakos |
| 14:00 (UTC+3) | Mao 28'  |       | Khamis 69' · Ahmada 80' |                            |

| 7 de dezembro | Ruanda | 0 – 0 | Líbia | Estádio Kenyatta, Machakos |
| 16:00 (UTC+3) |        |       |       |                            |

| 9 de dezembro | Ruanda                      | 2 – 1 | Tanzânia   | Estádio Kenyatta, Machakos |
| 14:00 (UTC+3) | Nshuti 18' · Biramahire 65' |       | Lyanga 29' |                            |

| 9 de dezembro | Quénia | 0 – 0 | Zanzibar | Estádio Kenyatta, Machakos |
| 16:00 (UTC+3) |        |       |          |                            |

| 11 de dezembro | Líbia       | 1 – 0 | Zanzibar | Estádio Kenyatta, Machakos |
| 14:00 (UTC+3)  | Zakaria 25' |       |          |                            |

| 11 de dezembro | Quénia    | 1 – 0 | Tanzânia | Estádio Kenyatta, Machakos |
| 16:00 (UTC+3)  | Oburu 19' |       |          |                            |

### Grupo B
| Pos | Equipe       | PG | J | V | E | D | GP | GC | SG |
| --- | ------------ | -- | - | - | - | - | -- | -- | -- |
| 1   | Uganda       | 5  | 3 | 1 | 2 | 0 | 6  | 2  | +4 |
| 2   | Burundi      | 5  | 3 | 1 | 2 | 0 | 4  | 1  | +3 |
| 3   | Etiópia      | 4  | 3 | 1 | 1 | 1 | 5  | 5  | 0  |
| 4   | Sudão do Sul | 1  | 3 | 0 | 1 | 2 | 1  | 8  | –7 |

| 4 de dezembro | Uganda | 0 – 0 | Burundi | Estádio Bukhungu, Kakamega |
| 16:00 (UTC+3) |        |       |         |                            |

| 5 de dezembro | Sudão do Sul | 0 – 3 | Etiópia                    | Estádio Bukhungu, Kakamega |
| 15:00 (UTC+3) |              |       | Yalew 24', 50' · Sanni 57' |                            |

| 7 de dezembro | Burundi                                                | 4 – 1 | Etiópia     | Estádio Bukhungu, Kakamega |
| 15:00 (UTC+3) | Kwizera 30' · Urasenga 53' · Mavugo 67' · Nahimana 77' |       | Hotessa 45' |                            |

| 8 de dezembro | Uganda                                                   | 5 – 1 | Sudão do Sul | Estádio Bukhungu, Kakamega |
| 15:00 (UTC+3) | Karisa 7' · Kaweesa 10' · Nsibambi 30', 58' · Wadada 86' |       | Lual 26'     |                            |

| 10 de dezembro | Etiópia   | 1 – 1 | Uganda       | Estádio Bukhungu, Kakamega |
| 15:00 (UTC+3)  | Sanni 23' |       | Nsibambi 86' |                            |

| 11 de dezembro | Sudão do Sul | 0 – 0 | Burundi | Estádio Bukhungu, Kakamega |
| 15:00 (UTC+3)  |              |       |         |                            |

## Fase final
|  | Semifinais              | Semifinais              |       |                | Final          | Final |  |
|  |                         |                         |       |                |                |       |  |
|  | 14 de dezembro - Kisumu |                         |       |                |                |       |  |
|  | Quénia                  | 1                       |       |                |                |       |  |
|  | Burundi                 | 0                       |       |                |                |       |  |
|  |                         |                         |       |                |                |       |  |
|  |                         |                         |       |                | 17 de dezembro |       |  |
|  |                         |                         |       |                | Quénia         | 2 (3) |  |
|  |                         | Zanzibar                | 2 (2) |                |                |       |  |
|  |                         |                         |       |                |                |       |  |
|  |                         |                         |       |                |                |       |  |
|  |                         |                         |       |                | Terceiro lugar |       |  |
|  | 15 de dezembro - Kisumu | 15 de dezembro - Kisumu |       | 17 de dezembro | 17 de dezembro |       |  |
|  | Uganda                  | 1                       |       | Burundi        | 1              |       |  |
|  | Zanzibar                | 2                       |       |                | Uganda         | 2     |  |

Semifinais
| 14 de dezembro | Quénia    | 1 – 0 (pro) | Burundi | Estádio Moi, Kisumu |
| 15:00 (UTC+3)  | Isuza 94' |             |         |                     |

| 15 de dezembro | Uganda       | 1 – 2 | Zanzibar                 | Estádio Moi, Kisumu |
| 15:00 (UTC+3)  | Nsibambi 30' |       | Abdulaziz 24' · Issa 58' |                     |

Disputa pelo 3º lugar
| 17 de dezembro | Burundi      | 1 – 2 | Uganda        |  |
| 13:30 (UTC+3)  | Nahimana 23' |       | Juma 54', 77' |  |

Final
| 17 de dezembro | Quénia                | 2 – 2 (pro) | Zanzibar        |  |
| 15:00 (UTC+3)  | Ochieng 5' · Juma 98' |             | Khamis 89', 99' |  |

|                            |       | Penalidades                      |  |
| Juma Otieno Weslay Onyango | 3 – 2 | Saleh Khamis Abdallah Yahya Issa |  |

| Copa CECAFA de 2017 |
| ------------------- |

| Seleção Queniana de Futebol Campeã (7° título) |

## Artilharia
4 gols
- Derrick Nsibambi
- Kassim Khamis

3 gols
- Masoud Juma

2 gols
| - Shasiri Nahimana - Abubakher Sanni | - Abed Yalew - Ibrahim Juma | - Mohamed Issa - Mudathir Yahya |  |

1 gol
| - Pierrot Kwizera - Laudit Mavugo - Cedrick Urasenga - Dawa Hotessa - Whyvonne Isuza - Vincent Oburu | - Ovella Ochieng - Samuel Onyango - Duncan Otieno - Weslay - Alharaish Zakaria - Abeddy Biramahire | - Muhadjir Hakizimana - Dominique Savio Nshuti - Atak Lual - Ayubu Lyanga - Himid Mao - Milton Karisa | - Hood Kaweesa - Nicholas Wadada - F. Abdallah - Makame Abdulaziz - Ibrahim Ahmada |